# Li Weihan
Li Weihan, född 1896 i Changsha, Hunan-provinsen, död 1984, var en kinesisk kommunistisk politiker, som bland annat hade ansvar för att utforma Kinas kommunistiska partis politik i etniska och i religiösa frågor.
Han var en av grundarna av Kinas kommunistiska parti och var den förste rektorn för den centrala partiskolan, vilket han var åren 1933–1935 och 1937–19938. Efter Folkrepubliken Kinas grundande var han chef för Centrala avdelningen för enhetsfronten. 1951 ledde Li den kinesiska delegationen som gjorde Sjuttonpunktsöverenskommelsen 1951, där Tibets regering erkände Kinas överhöghet.
År 1964 föll han i onåd som en konsekvens av den politiska kampanjen mot Panchen Lama.

## Verk
- Li, Wei-han (1962) (på engelska). The struggle for proletarian leadership in the period of the new-democratic revolution in China.. Peking. Libris 416296